# Tótem Kayung
El tótem Kayung es un tótem de 12 metros hecho por el pueblo Haida. Tallado y originalmente ubicado en el pueblo de Kayung en la isla Graham en la Columbia Británica, Canadá, data de alrededor de 1850. En 1903 fue vendido por Charles Frederick Newcombe al Museo Británico, donde desde 2007 ha sido una destacada exposición en la Great Court.

## Historia

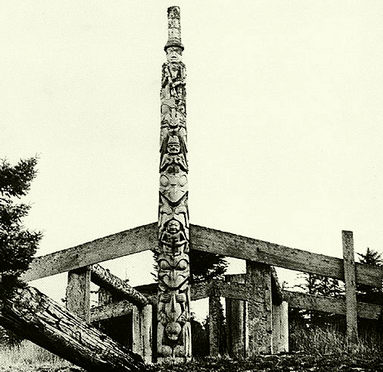
El tótem Kayung en 1884.

El tótem fue obtenido por el museo en 1903, cuando el tótem tenía unos cincuenta años. El oficio de hacer postes, construidos como signos heráldicos, pero mal interpretados por los misioneros, estaba en ese momento en declive. Fue comprado a Charles Frederick Newcombe, quien vendió un gran número de tótems a los museos de Europa. La procedencia era cierta ya que el Museo Británico ya tenía un modelo del mismo, proporcionado por J. H. Keen, junto con dos fotografías que mostraban el tótem en su ubicación original.
Antes de ser vendido a los coleccionistas, estaba situado en un pueblo llamado Kayung en la Isla Graham en el archipiélago Haida Gwaii de la Columbia Británica, entonces conocido como las Islas de la Reina Carlota. Kayung había sido un pueblo importante para los Haida antes del contacto europeo. Después de que la población fuera diezmada por sucesivas epidemias de viruela a finales de 1800, Henry Wiah, el jefe del pueblo, animó al resto de la población a trasladarse a la cercana Masset. El pueblo estaba en proceso de ser abandonado en 1884, cuando Richard Maynard lo fotografió, identificando catorce casas.

## Descripción

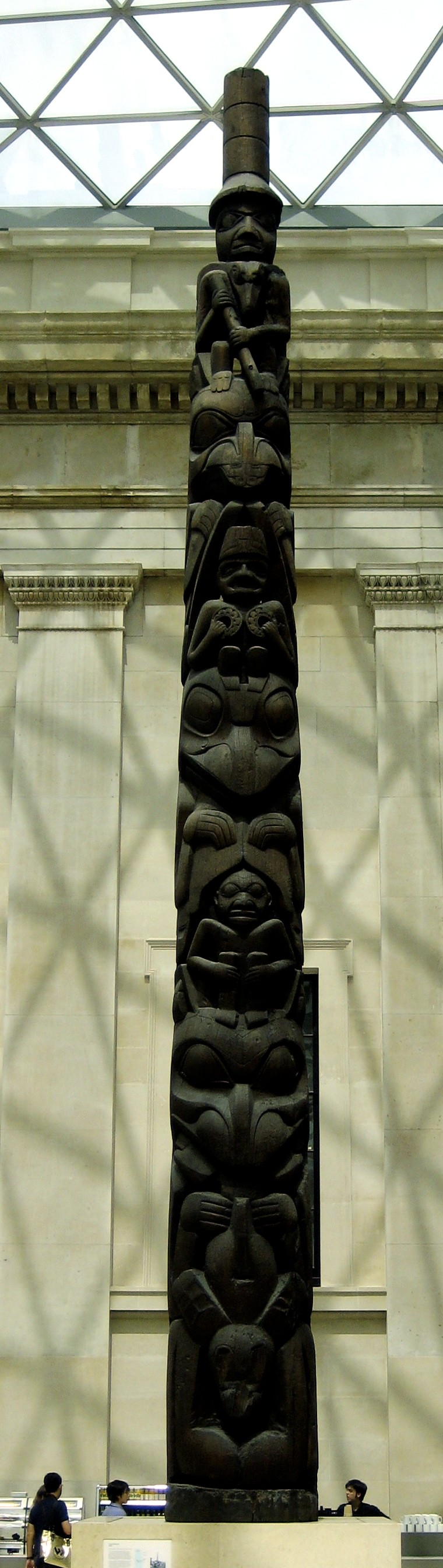
Este tótem fue comprado por el Museo Británico a Newcombe en 1903.

Debido a su tamaño, el poste de 12 metros pasó la mayor parte del tiempo en el Museo Británico confinado a un hueco de escalera, ya que era el único espacio de suficiente altura disponible. Después de que se construyera el techo de la Great Court, fue posible instalar el poste allí en el año 2007.
A causa de la exposición a la intemperie del tótem hay pocos restos de pintura en la superficie, pero la explicación de lo que las tallas representaron está disponible. El Jefe Wiah le contó las historias a Charles F. Newcombe, y fueron registradas en la descripción de 1903. Las historias en sí mismas están corroboradas por otro de los tótems del museo, que fue obtenido con un modelo de una casas de los pueblos indígenas de América del Norte proporcionado por Keen. El segundo tótem era casi idéntico al primero. La figura en la parte superior representa a Yetl, y el diseño también incorpora penachos de los Haida.
Los invitados de Haida estuvieron presentes en el museo para la instalación del tótem en la Great Court del museo Británico en 2007, y contaron la historia tallada en el tótem, que involucra a un hombre que engaña a su malvada suegra.

## Historia
Hay dos historias asociadas con el tótem Kayung.

### Primera historia
La primera historia fue la que le comunicó a Newcombe el jefe Weah cuando Newcombe obtuvo el tótem.
Había un pueblo donde, cada vez que pescaban, perdían los anzuelos de sus cañas y el pescado con ellos. Yetl, quien originalmente había creado la vida y su diversidad, estaba tomando los anzuelos y los peces. Normalmente Yetl aparecía como un cuervo, pero en esta ocasión imitaba a un amigo suyo que sabía nadar bajo el mar. Usando esta habilidad, estaba alimentando su hambre con los peces de los aldeanos.
Los aldeanos decidieron cambiar los anzuelos que usaban para incluir un tipo hecho de madera y hueso, con dos púas. En uno de estos anzuelos pusieron un trozo de pez diablo. Yetl mordió el cebo, y después de una larga batalla luchando con la captura, el pescador y varios de sus amigos fueron capaces de sacarlo a la superficie. Tirando fuerte, sintieron que la línea se aflojaba, y cuando la sacaron encontraron solamente un pequeño elemento no identificable en el extremo. Sin saberlo, atraparon a Yetl y le arrancaron el pico del cuervo.
Para recuperar su pico y obtener comida, Yetl tomó forma humana y fue aceptado por los aldeanos como huésped, disfrazando su herida con únicamente mostrar la mitad superior de su cara. A pesar de que solo podía decir tonterías, pudo persuadir a los aldeanos de que le devolvieran el pico. Luego volvió a la aldea de nuevo, disfrazado de jefe, y fue aceptado de nuevo como huésped. La figura en la parte superior del poste muestra a Yetl cuando apareció como jefe y se sentó a comer con los aldeanos.

### Segunda historia
Un joven era adicto a un juego de apuestas con palos cortos. Perdió todo su dinero, pero pudo casarse con la hija de un hombre rico. Volvió a perder todo su dinero. Una noche estaba comiendo mero seco, que hacía ruido al romperse. La madre de su esposa se burló de él y dijo que su avaricia hacía que pareciera que su propio cuerpo y no el del pez se estaba desgarrando. El hombre estaba tan molesto que durmió con hambre y a la mañana siguiente masticó tanta planta que asumió poderes de chamán. El joven invocó una ballena, le hizo un agujero en el costado y se metió dentro de ella.
Su suegra soñó con sus poderes de chamán con la llegada de la ballena y, vestida de chamán, persuadió a los aldeanos para que bebieran agua de mar caliente y fueran con ella a buscar la ballena. Consiguió que algunos de los aldeanos tocaran los tambores mientras ella usaba los cascabeles de su chamán para bailar sobre la ballena varada. Cuando el canto y el baile se completaron, abrieron la ballena solamente para encontrar al joven. Su suegra estaba arrepentida del trato que había dado al joven y esta historia fue contada de generación en generación.